# Makizushi
Pour les articles homonymes, voir Maki.
Le makizushi (巻き寿司, littéralement « sushi en rouleau »), parfois appelé makimono (巻きもの, littéralement « chose roulée »), souvent simplement appelé maki en Europe, est une spécialité culinaire japonaise se présentant sous la forme d'un rouleau d'algue nori séchée entourant du riz blanc mélangé à du vinaigre de riz sucré, et farci par divers aliments, en particulier du poisson cru ou des plantes. Comme les autres sushis, on le trempe dans de la sauce de soja, mélangée à de la pâte de wasabi (une racine proche du raifort), lors de sa consommation.

## Orthographe
En rōmaji, dans les mots composés contenant « sushi », comme makizushi, « sushi » est orthographié  avec un z, pour rendre compte de la déformation de la prononciation des mots composés japonais appelée rendaku ; les orthographes erronées (maki sushi) sont cependant répandues en Europe, probablement pour que le consommateur fasse le lien avec le terme sushi.

## Différentsmaki
| 赤茄子巻               | à la tomate |
| アーティチョーク巻     | à l'artichaut |
| アボカド巻             | à l'avocat |
| かっぱ巻 ou 河童巻     | au concombre ; en référence au kappa, créature mythologique, qui adore cette cucurbitacée                                 |
| からしな巻 ou 芥子菜巻 | aux feuilles de moutarde brune (karashi)                                                                                  |
| キムチ巻               | au baechu gimchi (chou chinois saumuré et pimenté à la façon coréenne)                                                    |
| 納豆巻                 | au nattō (soja fermenté à la japonaise)                                                                                   |
| お新香巻               | au radis saumuré chinois                                                                                                  |
| シイタケ巻 ou 椎茸巻   | au lentin des chênes (champignon également connu sous le nom japonais shiitake ou d'origine chinoise, champignon parfumé) |
| 竹の子巻き             | aux pousses de bambou |
| 玉子巻                 | à l'omelette |
| 焼き赤ピーマン巻       | au poivron rouge grillé                                                                                                   |
| 焼き黄ピーマン巻       | au poivron jaune grillé                                                                                                   |
| 焼き茄子巻             | à l'aubergine grillée |
| ズッキーニ巻           | à la courgette |

### Makide poisson et fruits de mer
| Ebi maki             | 海老巻     | à la crevette                       |
| Hamachi maki         | はまち巻   | à la sériole                        |
| Hotategi maki        | 帆立偽巻   | à la coquille                       |
| Katakuchiiwashi maki | 片口鰯巻   | à l'anchois                         |
| Sappa maki           | さっぱ巻   | à la sardine                        |
| Suzuki maki          | スズキ巻   | au bar (ou loup)                    |
| Shake maki           | 鮭巻       | au saumon                           |
| Tai maki             | 鯛巻       | à la dorade royale                  |
| Tekka maki           | 鉄火巻     | au thon                             |
| Tsunamayo maki       | ツナマヨ巻 | au thon en boîte et à la mayonnaise |
| Unagi maki           | 鰻巻       | à l'anguille                        |

Taille des maki :
- Hoso maki (細巻?) : petit diamètre (2 à 3 cm).
- Naka maki (中巻?) : diamètre moyen (3 à 4 cm).
- Futo maki (太巻?) : gros diamètre (4 à 6 cm).

Variantes :

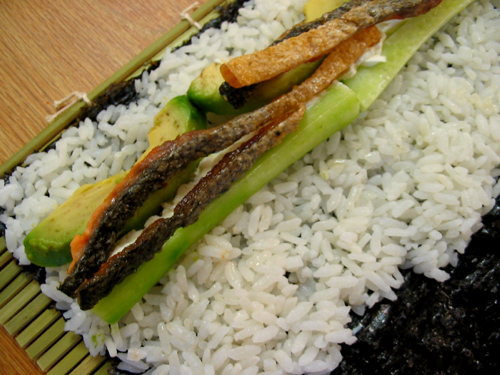
Constitution de l'intérieur d'un type de makizushi pendant la préparation.

- Ura maki (裏巻?) : la nori est dans ce cas à l'intérieur du rouleau.
- Temaki (手巻?), en cornet.

## Makid'origine occidentale
À partir de 1910 ont été introduits des makizushi au jambon. Dans les années 1970, les sushis sont à la mode, sur la côte Ouest des États-Unis d'Amérique. C'est le lieu de naissance des rouleaux de Californie (California roll en anglais). En 1975, dans un livre sur les techniques des sushis, plus de cent sortes d'ingrédients sont ajoutés à la recette des sushis, parmi lesquelles le caviar, le bolet, le homard, le nattō ou encore le Brasenia (appelé junsai).
On trouve de nos jours dans les magasins de sushis toutes ces sortes d'ingrédients. Cependant, les magasins (ou restaurants) s'appliquant à garder les recettes classiques sont généralement des magasins haut de gamme aux prix élevés. Les sushis sont maintenant le plus souvent des plats à emporter, la fabrication des sushis à la maison tend par opposition à décroître.
Les noms des makizushi d'origine occidentale sont, comme tous les mots d'origine ni chinoise ni japonaise, écrits en katakana. Ils comportent également la terminaison signifiant « rouleau », mais d'après la prononciation anglaise roll, qui remplace la traditionnelle terminaison japonaise maki.
| Nom en romaji    | en japonais            | transcription                                   | recette |
| ---------------- | ---------------------- | ----------------------------------------------- | --- |
| California Roll  | カリフォルニアロール   | rouleau californien                             | Un futomaki d'origine californienne, comportant principalement de l'avocat et du surimi, concombre, shishamo (Spirinchus lanceolatus), cardeau hirame, graines de sésame blanc. Parfois appelé uramakizushi (裏巻き寿司, makizushi retourné) |
| Rainbow Roll     | レインボーロール       | rouleau arc-en-ciel                             | thon, saumon, poisson à chair blanche (thon blanc, flétan, etc.), crevette ou langouste, avocat, etc. |
| Caterpillar Roll | キャタピラ・ロール     | rouleau chenille                                | avocat, sauce kabayaki |
| Alaska Roll      | アラスカロール         | rouleau d'Alaska                                | crabe, saumon, avocat |
| B.C. Roll        | B.C.ロール             | rouleau Colombie-Britannique (British Columbia) | saumon cuit au barbecue et concombre, saumon grillé et sauce sucrée, créé par le chef Hidekazu Tojo |
| Fire Roll        | ファイアー・ロール     | rouleau de feu                                  | avocat, crevette, thon |
| Dynamite Roll    | ダイナマイト・ロール   | rouleau dynamite                                | tempura, masago, légumes (radis, avocat, concombre...) |
| Spicy Tuna Roll  | スパイシーツナ・ロール | rouleau au thon épicé                           | thon, piment |